# Charles Giroux
Pour l’article homonyme, voir Giroux.
Charles Giroux, né Pierre Charles Girou le 9 novembre 1861 à Limoges, et mort le 27 janvier 1940 au Menoux (Indre), est un graveur d'interprétation et aquafortiste français.

## Biographie
Charles Giroux est le fils de Pierre Giroux (né à Condat), charpentier parmi les Pénitents rouges, et de Marie Luc (née à Donzenac).
Élève de T. Chauvel et J.-L. Gérôme, il est actif notamment au Menoux et à Paris, à la fin du XIXe siècle. Régulièrement exposé aux Salons parisiens entre 1880 et 1910, il est membre de la Société française des amis des arts, ainsi que sociétaire des Artistes français depuis 1890. En 1893, il demeure à Leicester en Angleterre où il épouse une Française, Marie-Louise Barrault, dans le district de Westminster, comté de Londres.
La Bibliothèque francophone multimédia de Limoges possède un ensemble d'estampes de Charles Giroux représentant notamment le Limousin.

## Œuvres

### Conservées à laBfmde Limoges
- Pont sur l'Aixette (eau-forte, fin XIXe siècle)
- Route de Limoges à Ambazac (eau-forte, fin XIXe siècle)
- Puy Imbert (eau-forte, fin XIXe siècle)
- Moulin du Richard (eau-forte, fin XIXe siècle)
- Limoges vue prise du Sablard (eau-forte, fin XIXe siècle)
- Limoges - Rue du pont St-Étienne (eau-forte, fin XIXe siècle)
- Le Bournazeau (commune du Palais-sur-Vienne) (eau-forte, fin XIXe siècle)
- Auzette (eau-forte, fin XIXe siècle)
- Suite d'eaux-fortes (eau-forte, fin XIXe siècle)
- Le chat malade, d'après T. Ribot (eau-forte, 1889)
- A l'amitié, d'après J-B Greuze (eau-forte, 1891)
- Le contrat de mariage, d'après Watteau (eau-forte, 1893)
- Venise, d'après F. Guardi (eau-forte, 1895)
- Mes colombes, d'après Daniel Hernandez (eau-forte, fin XIXe siècle)
- Maternité, d'après C. Hitchcock (eau-forte, fin XIXe siècle)
- A ghost story, d'après Walter Mac-Evant (eau-forte, fin XIXe siècle)

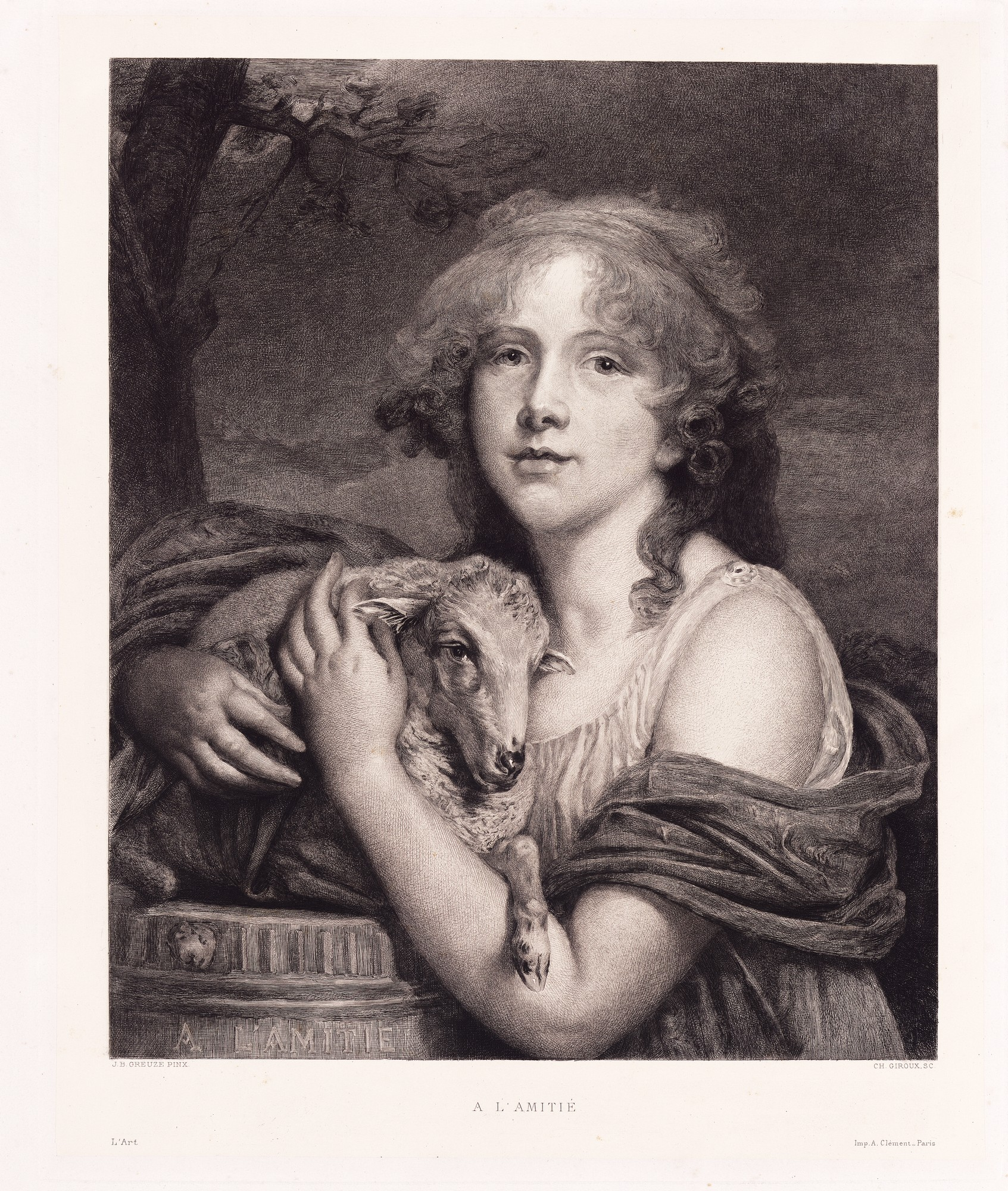
A l'amitié, d'après J.B Greuze
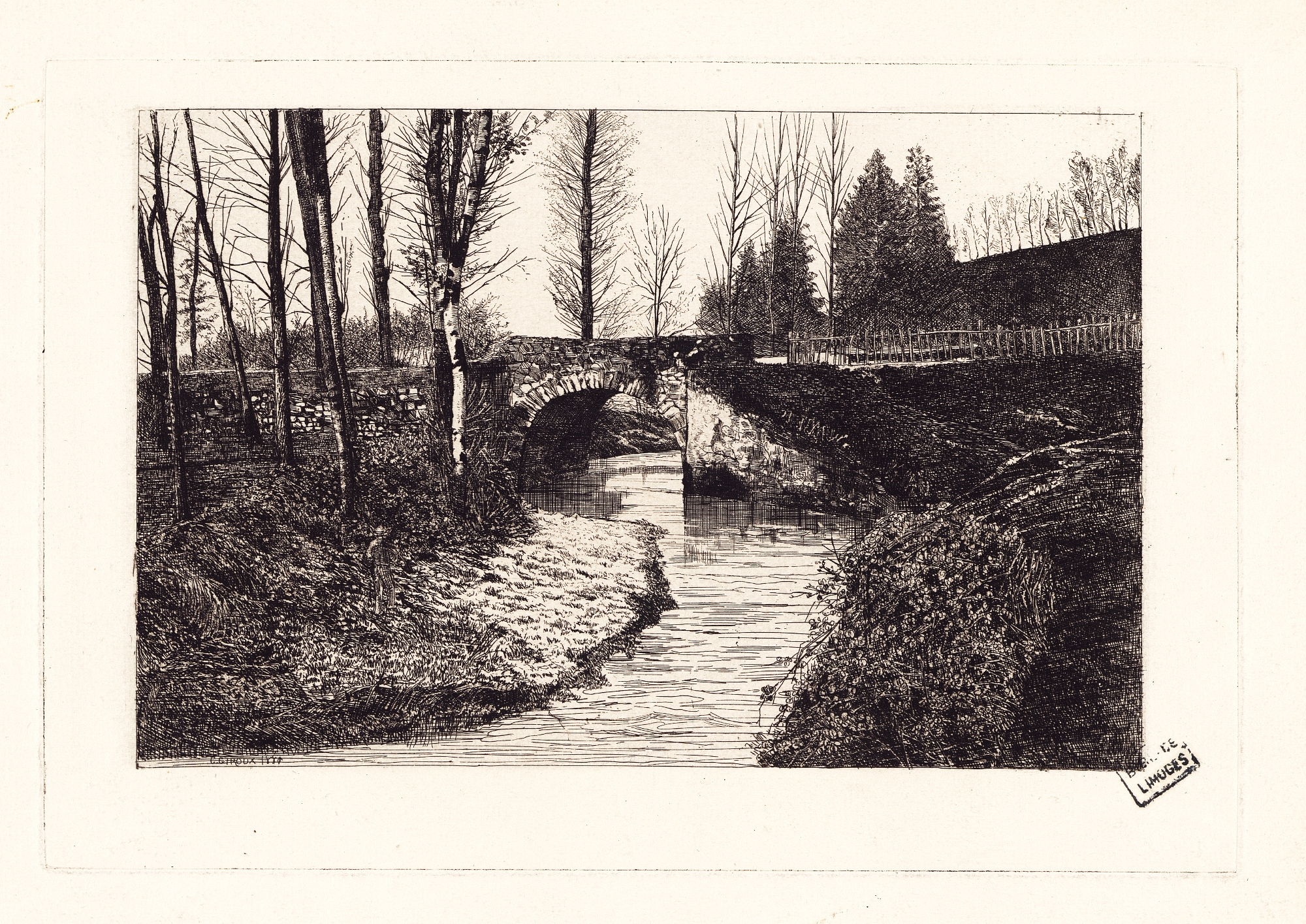
Rivière de l'Auzette
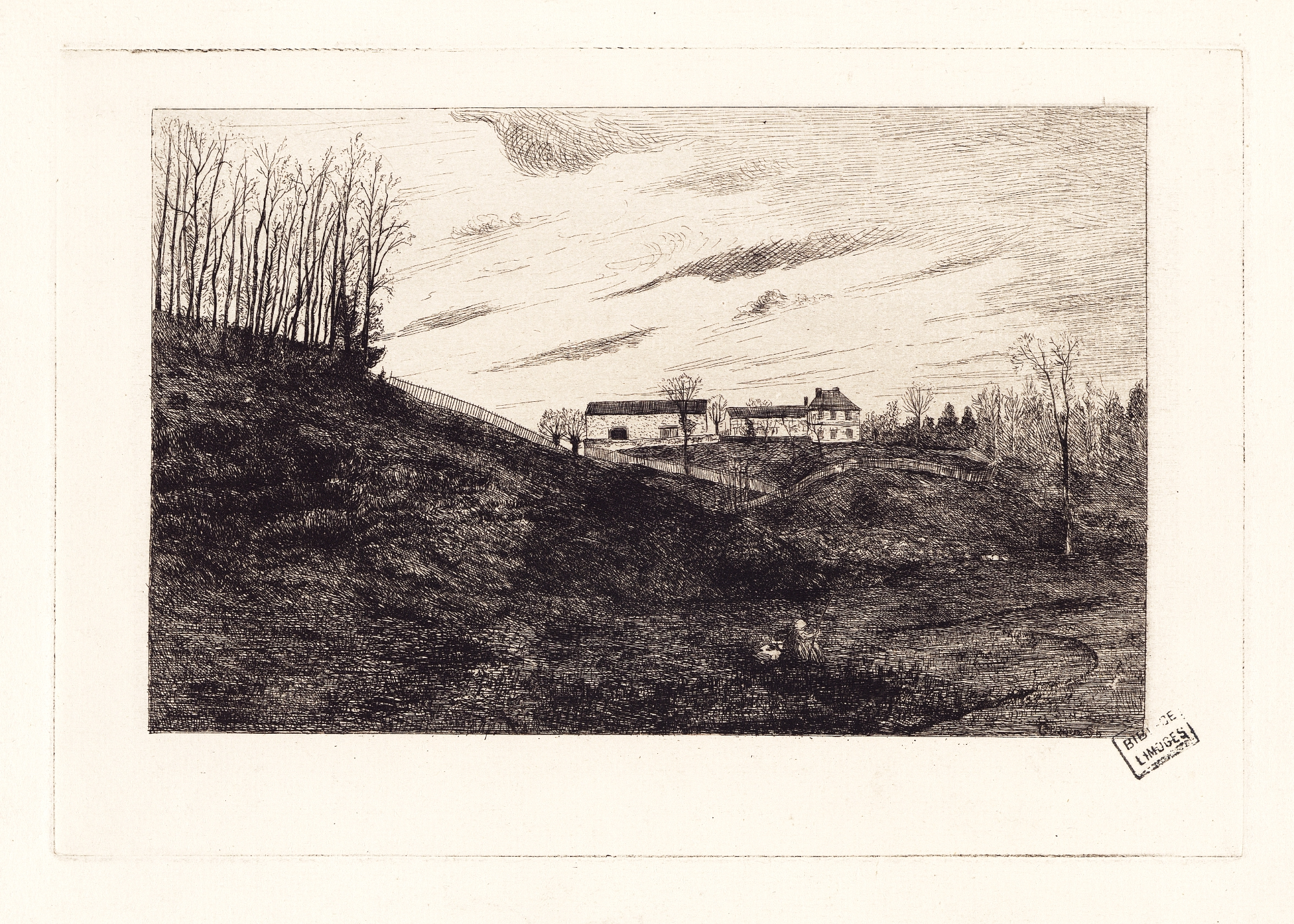
Le Bournazeau (Palais-sur-Vienne)
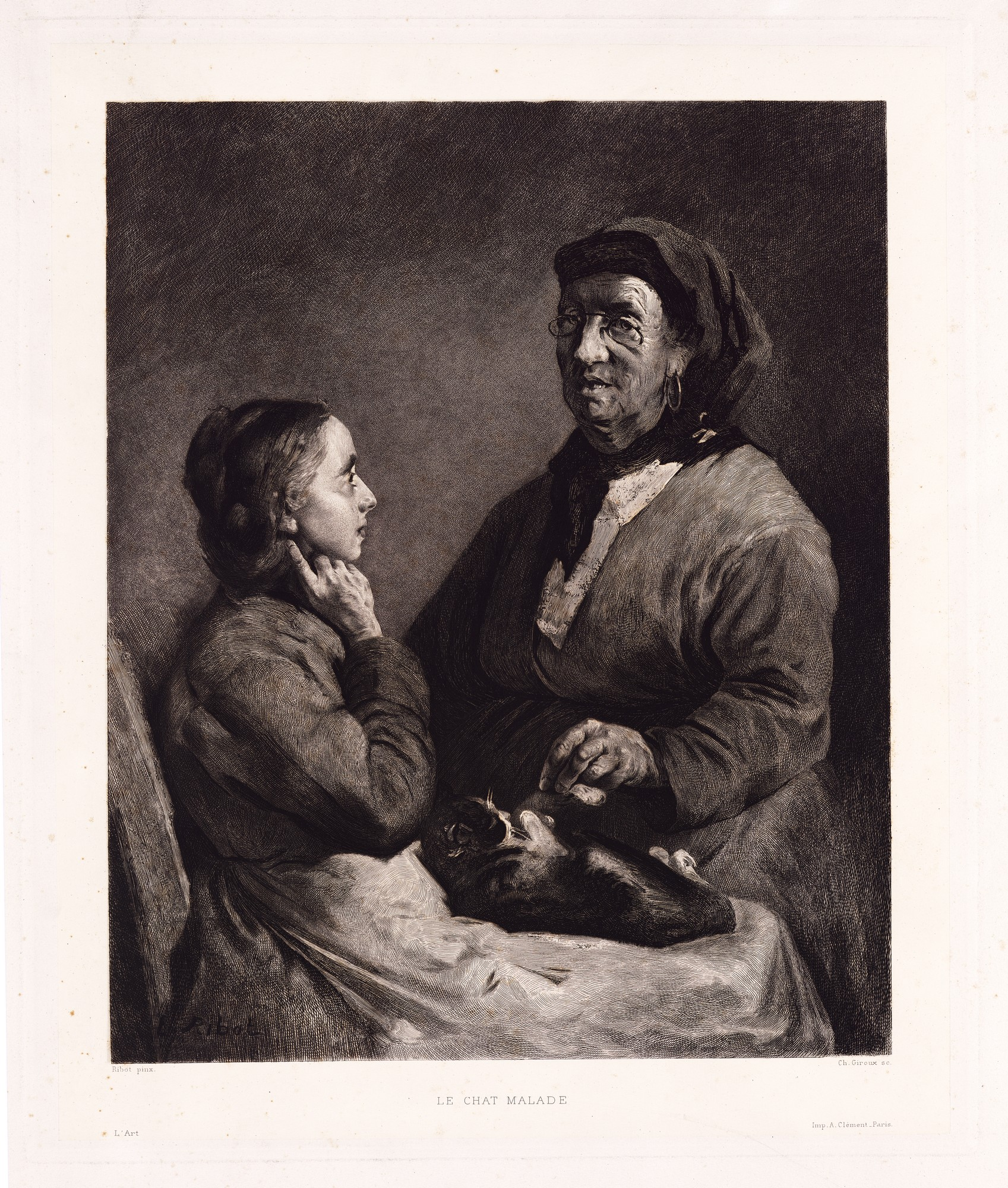
Le chat malade, d'après Ribot
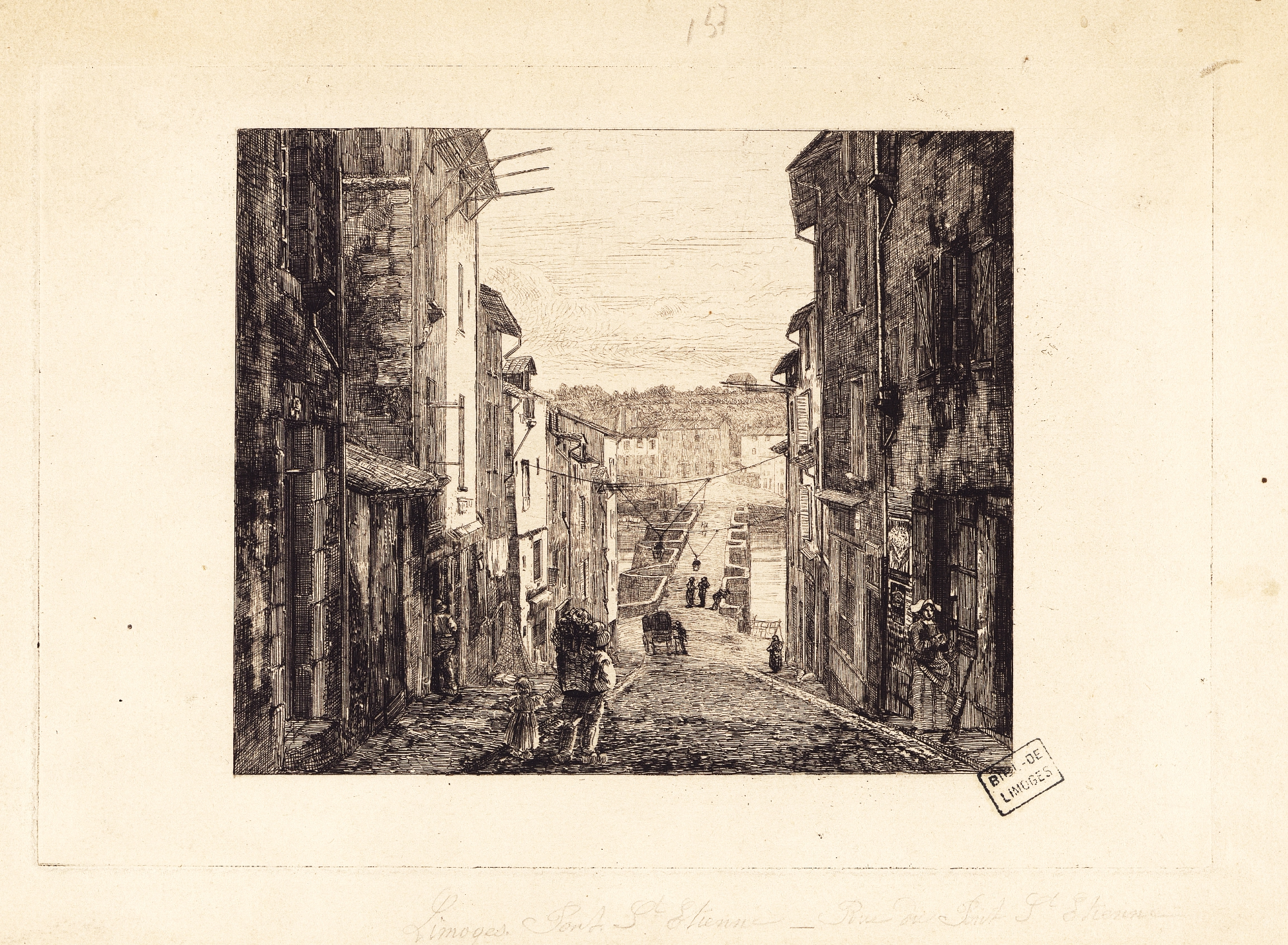
Limoges
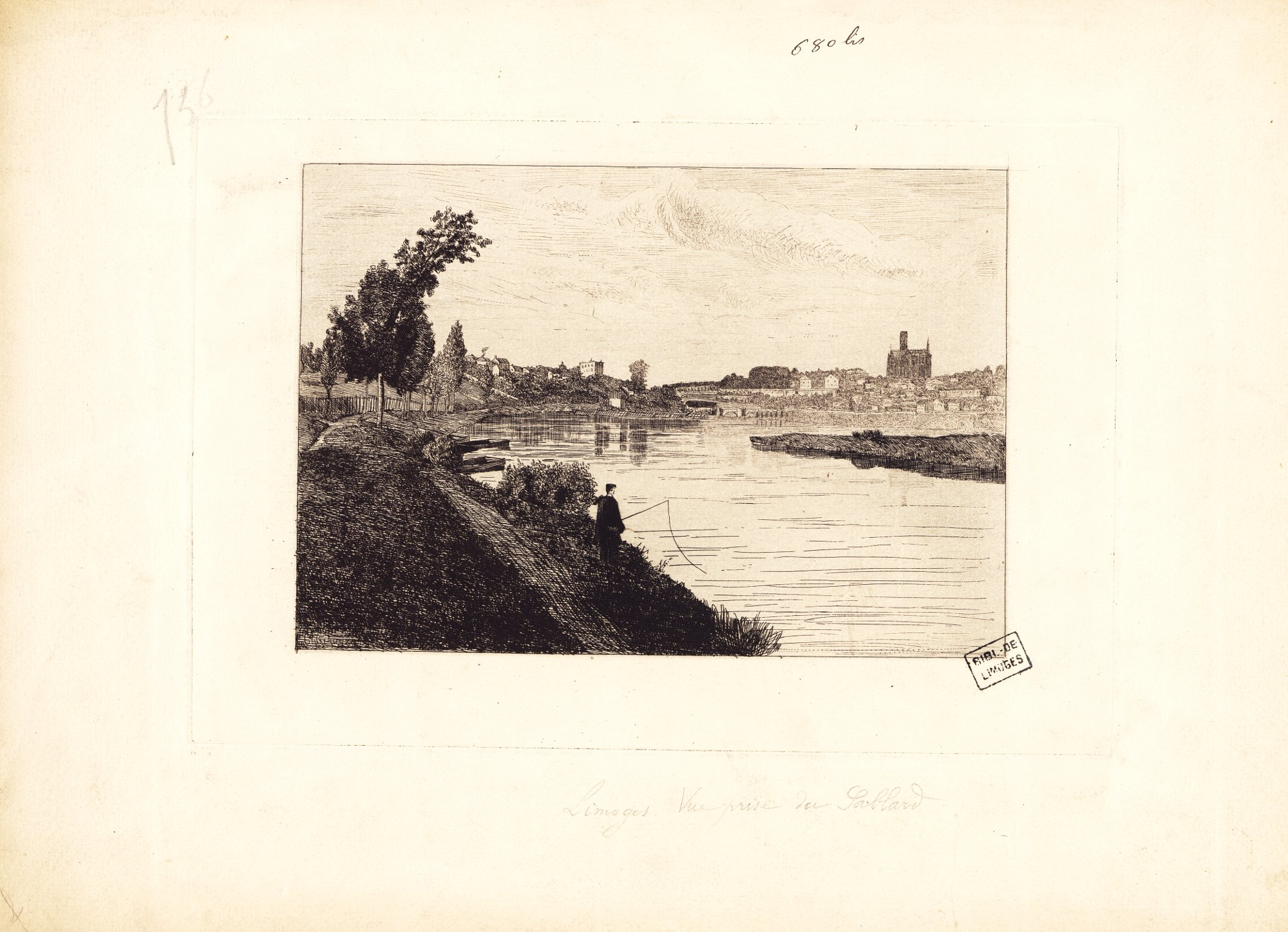
Limoges
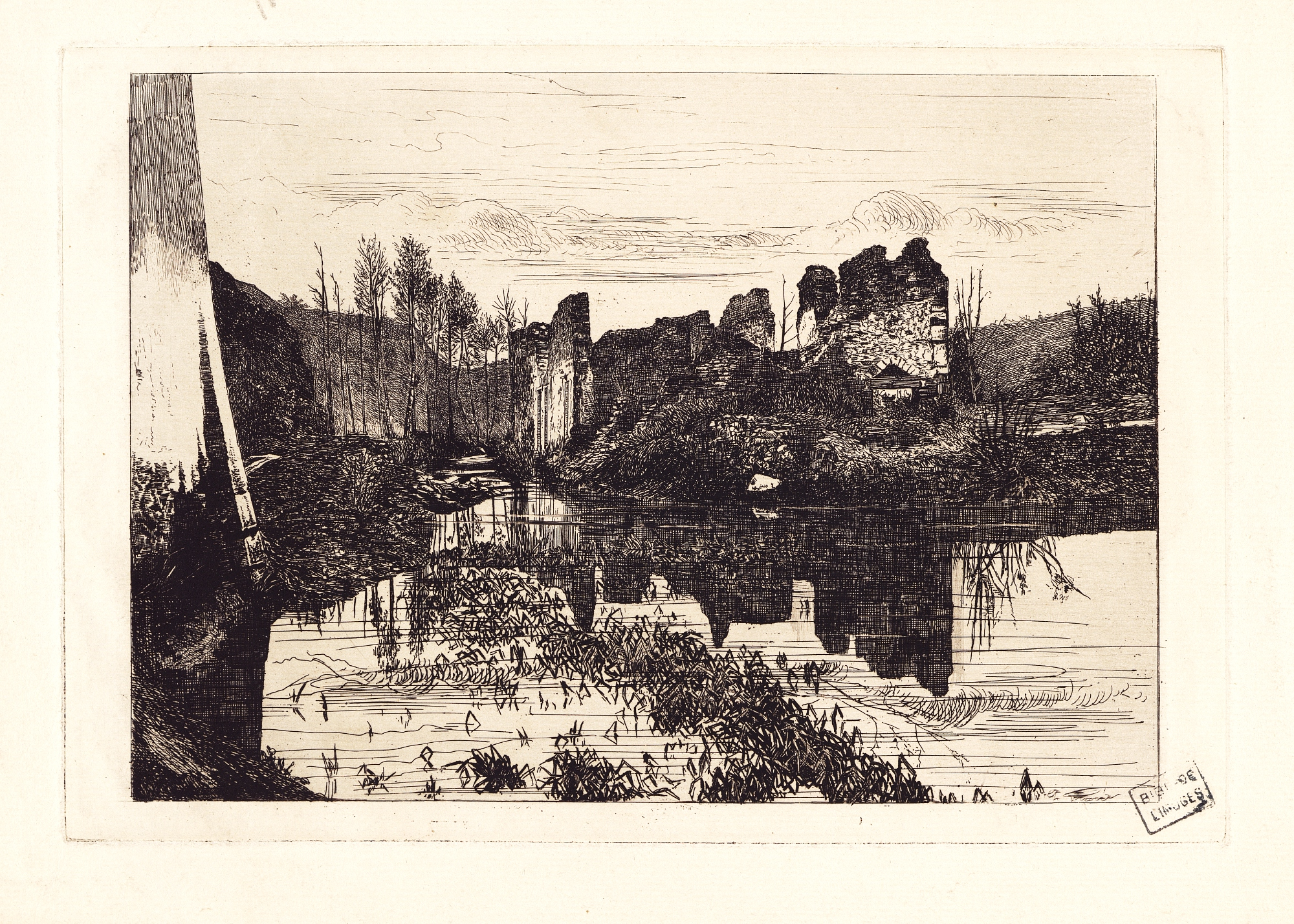
[Hte-Vienne]
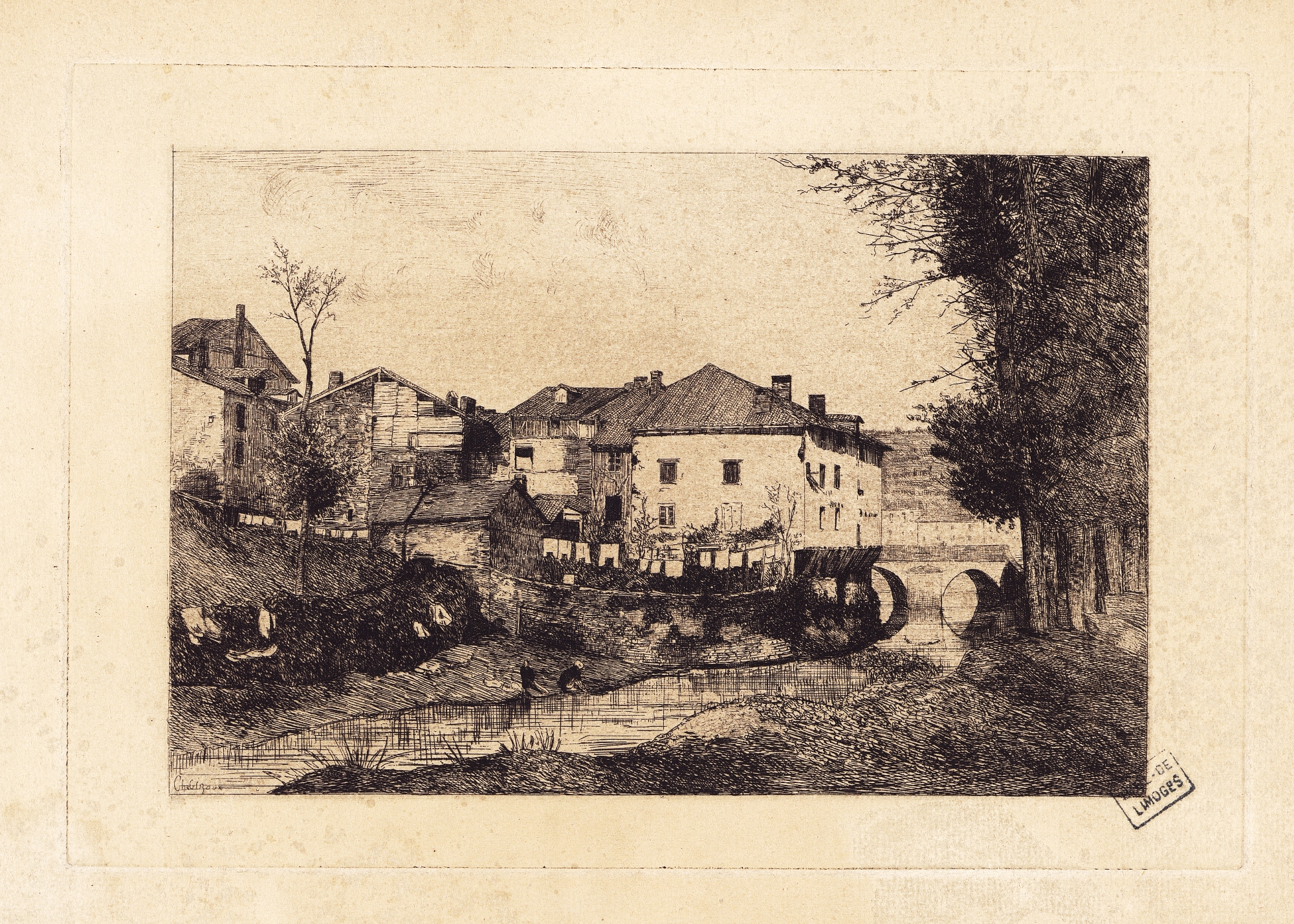
Aixe-sur-Vienne (Hte-Vienne)
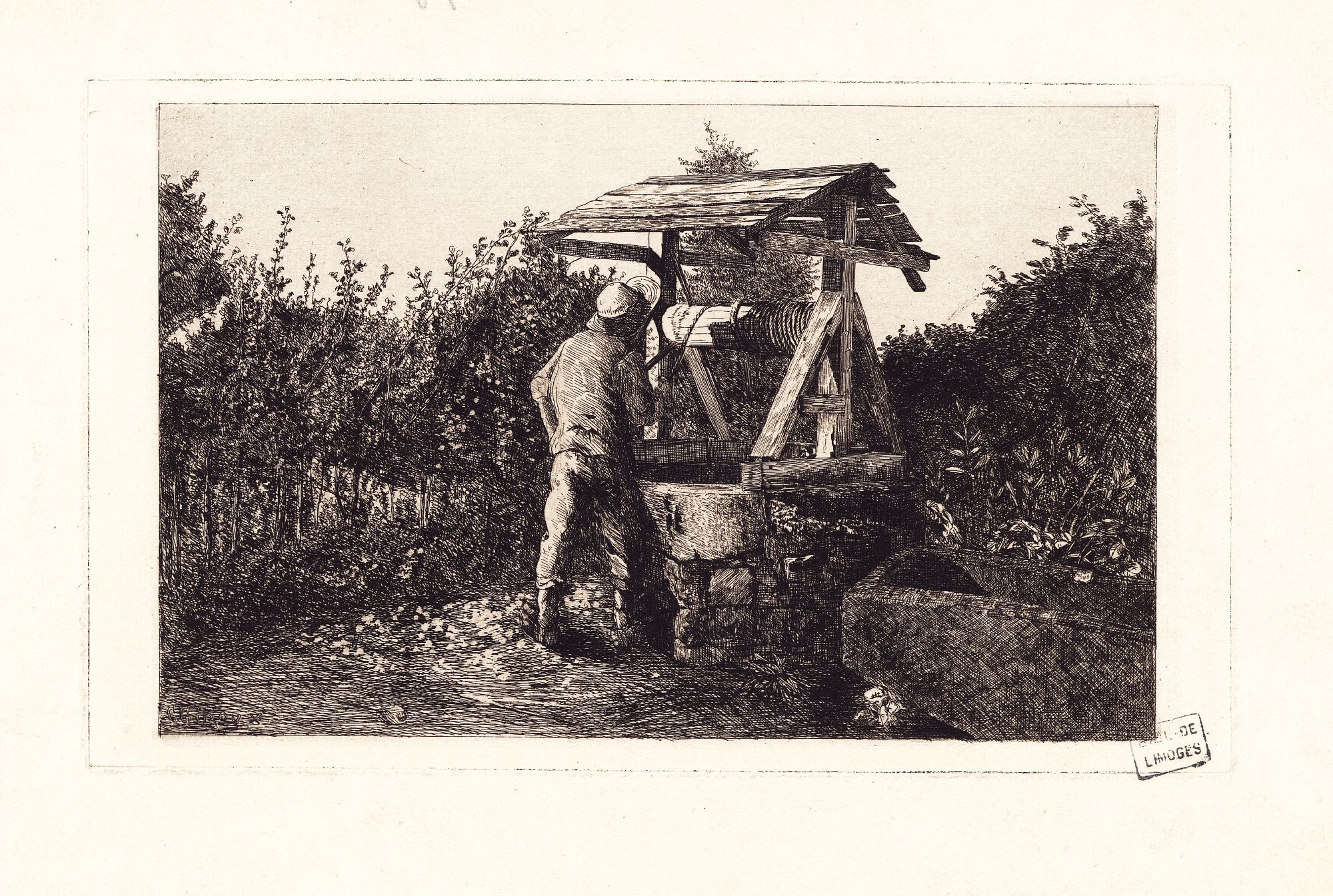
Puy Imbert (Hte-Vienne)
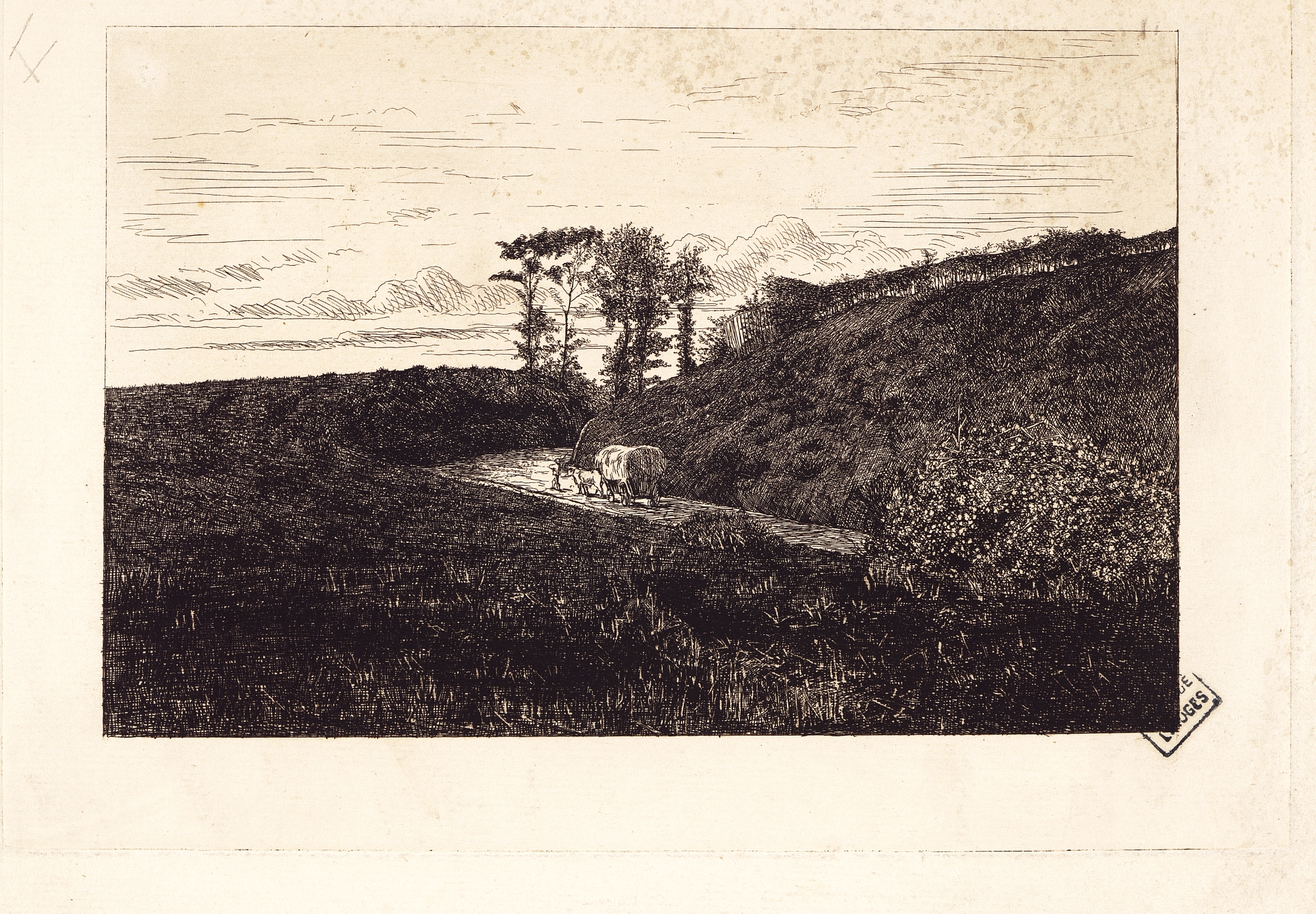
Ambazac (Hte-Vienne)
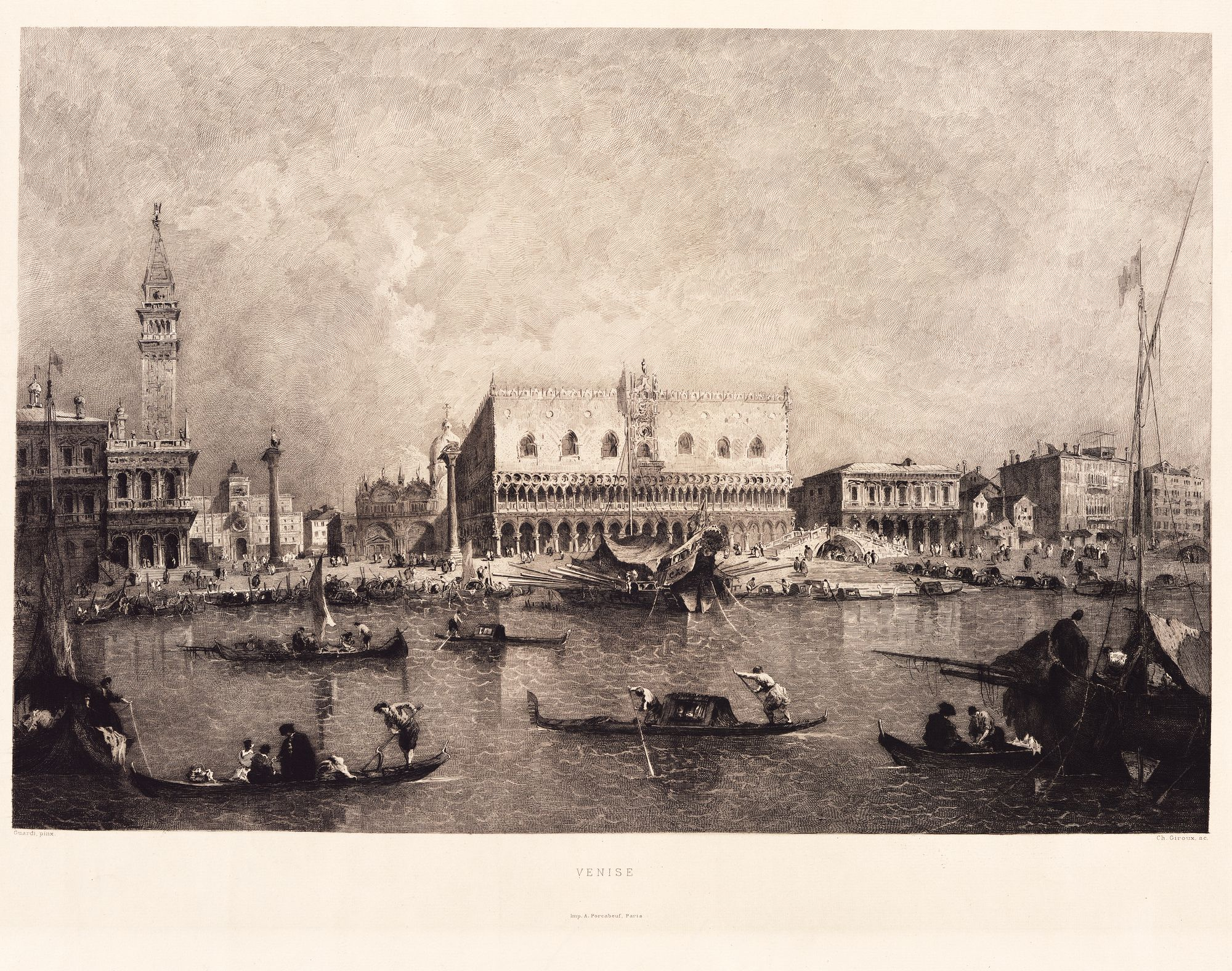
Paysage de Venise d'après Guardi
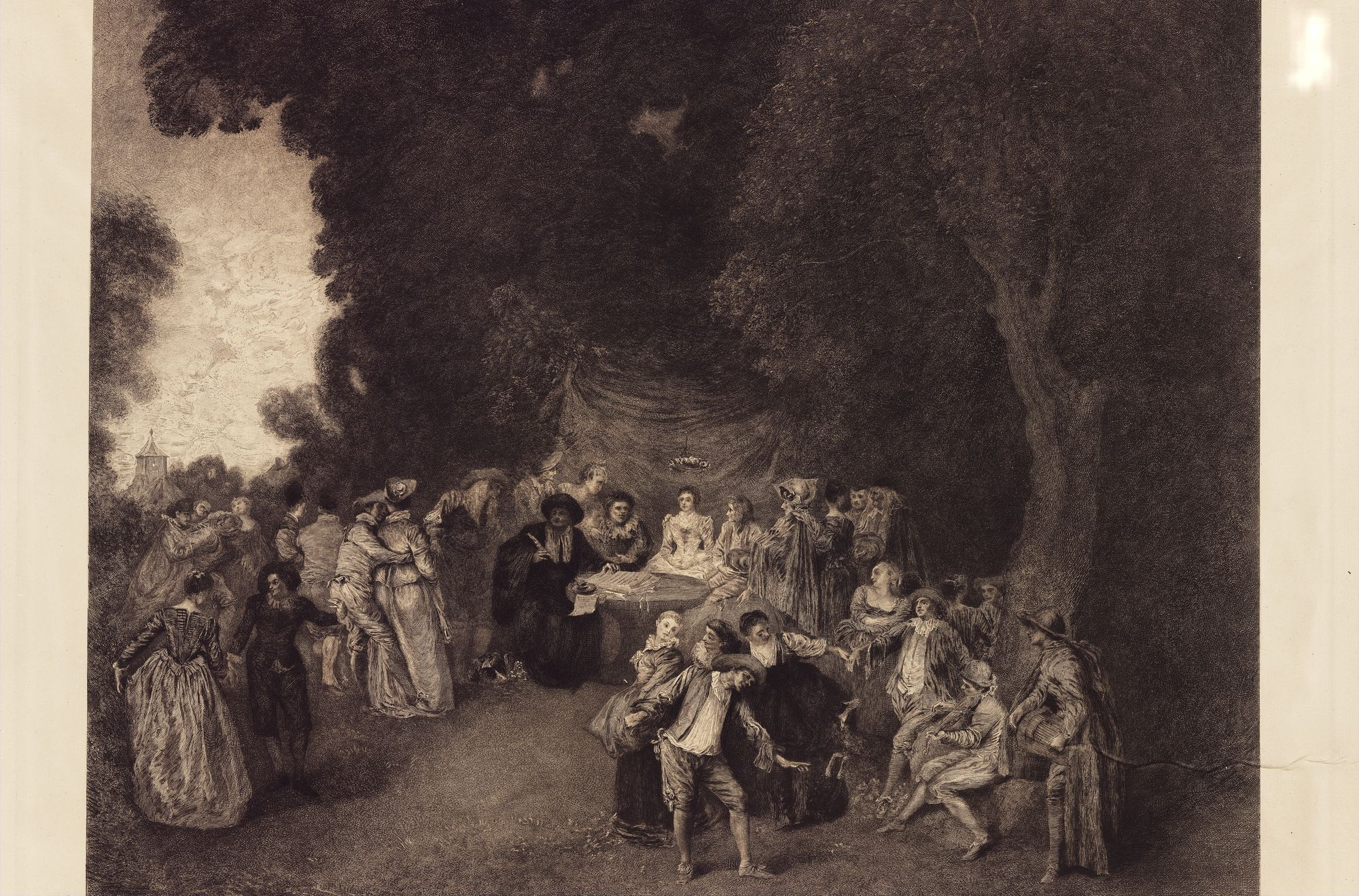
Le contrat de mariage, d'après Watteau
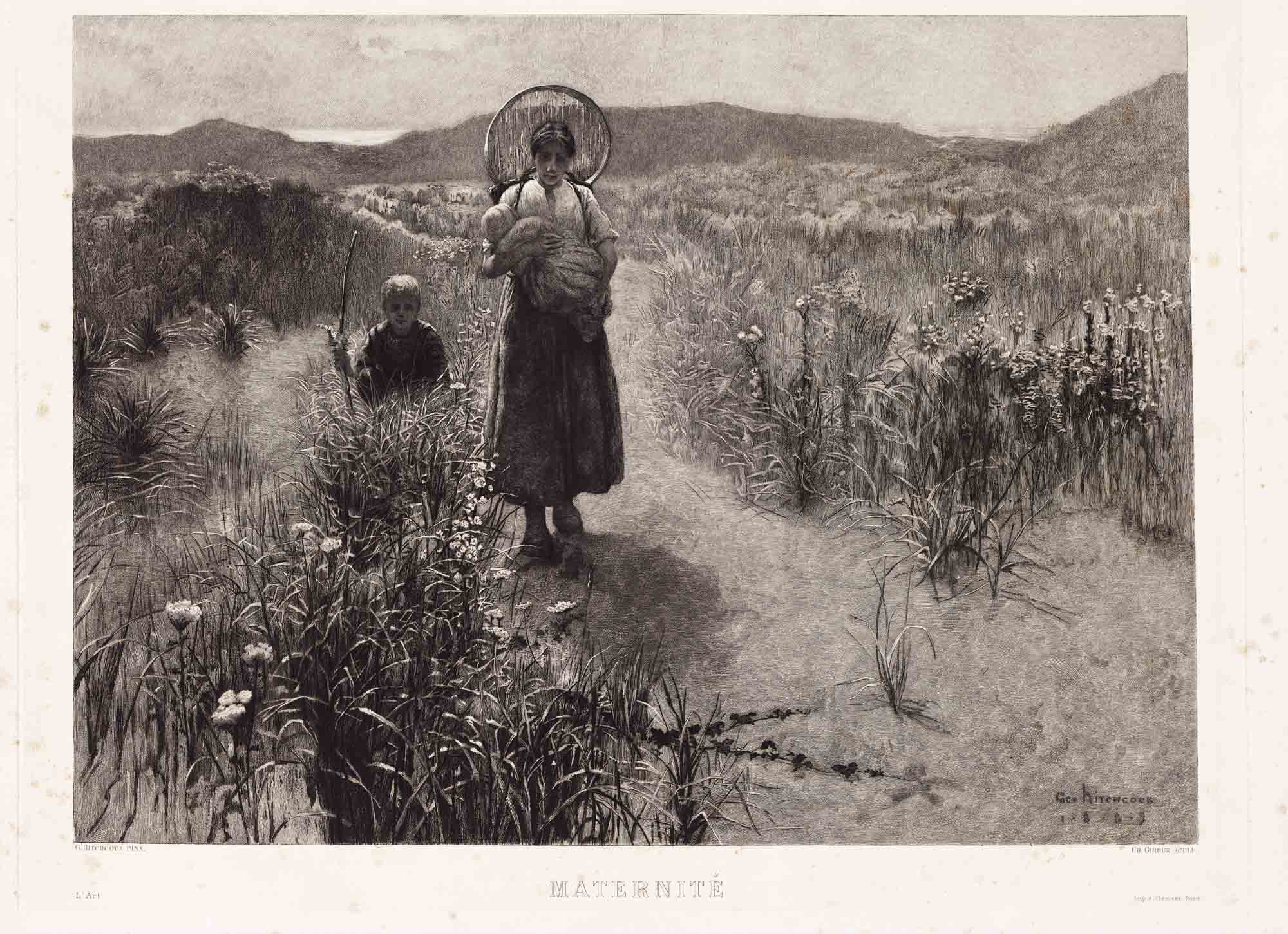
d'après C. Hitchcock
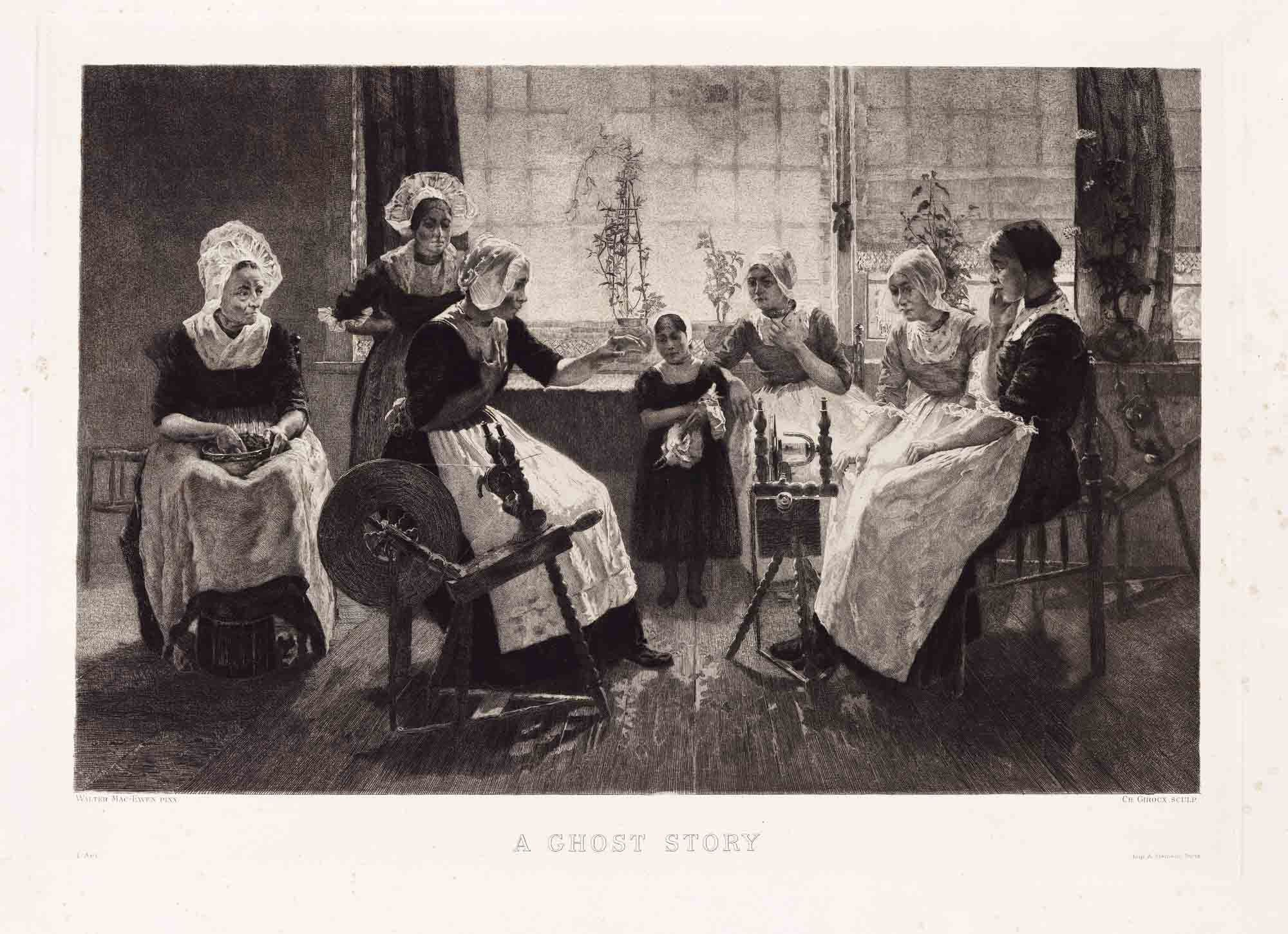
d'après Walter Mac-Evant
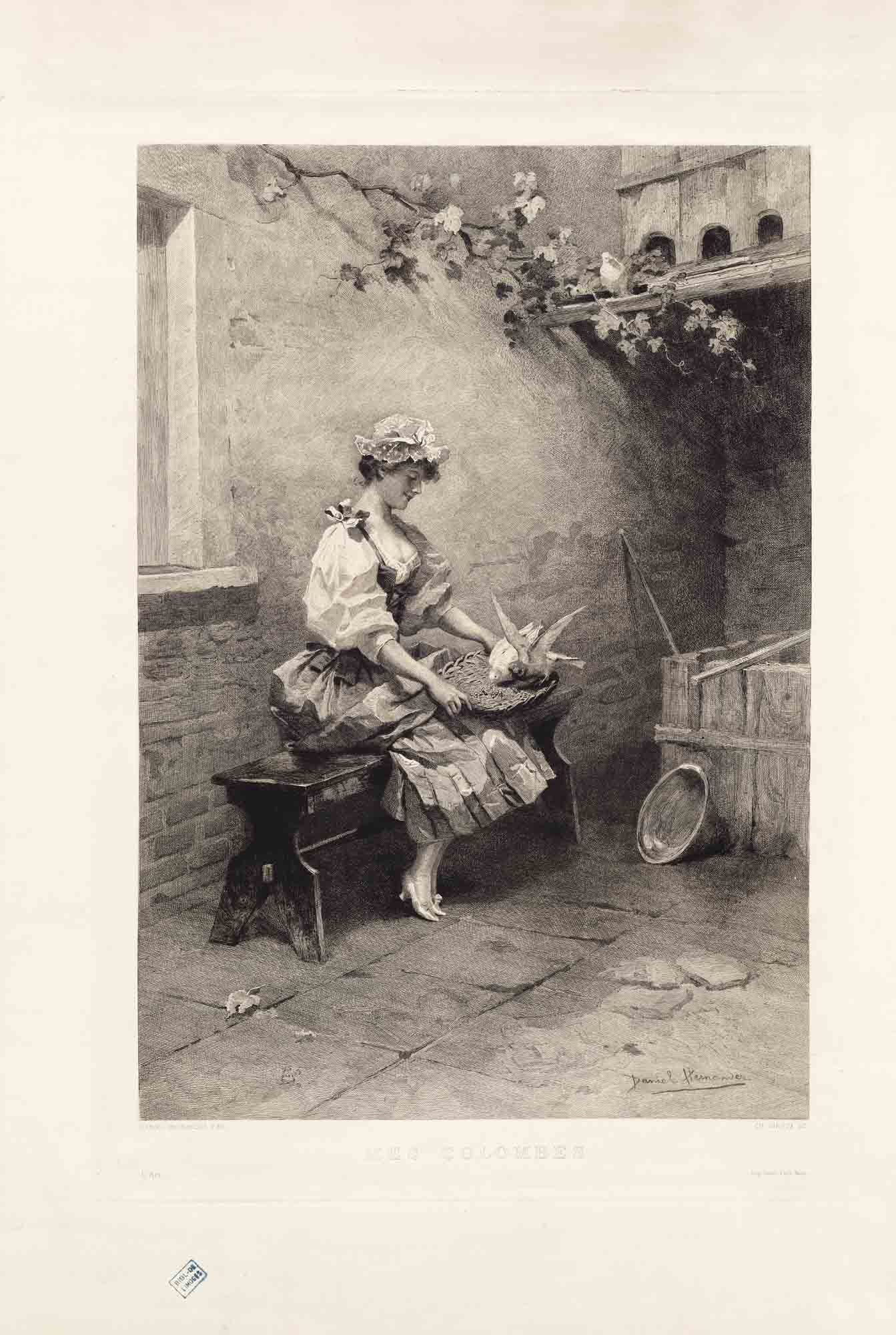
Mes colombes, d'après Daniel Hernandez

### Autres œuvres
- Portrait d'homme, 47 x 38 cm (cuvette) ; 62 x 48 cm (feuille) ; eau-forte et burin d'après un tableau de Pierre Paul Prud'hon [1907]

Voir liste des œuvres sur le Dictionnaire des graveurs, illustrateurs et affichistes français et étrangers (1673-1990), pages 1054-1055.
Œuvres conservées à la Bibliothèque nationale de France voir Inventaire du fonds français. Graveurs après 1800., pages 171-172.

## Récompenses[5].
- Mention honorable et bourse de voyage en 1886.
- Médaille de troisième classe en 1890.
- Médaille de deuxième classe en 1894.
- Médaille de première classe en 1909.
- Mention honorable et médaille d'argent aux Expositions universelles de 1889 et 1900.